# 火薬田ドン
火薬田ドン（かやくだドン）は、ビートたけしが演じるキャラクターの一つ。『FNS27時間テレビ』内のコーナー「さんま・中居の今夜も眠れない」「さんまのお笑い向上委員会」の時間帯に「中継」と称して出演する。

## 概要
同じくたけしのキャラクターでもある鬼瓦権造を彷彿とさせる口調が特徴で、金髪のパーマの鬘、サングラス、鬼瓦とそっくりな髭、「花火」と書かれた法被がトレードマーク。
自らを「花火名人」「爆破イリュージョニスト」などと名乗り、「諸注意」として『天才・たけしの元気が出るテレビ』（日本テレビ）内で行っていた往年の「たけしメモ」のような時事ネタ・ブラックネタを織り交ぜた注意事項を読み上げる。録画となった2017年、2018年は『森田一義アワー 笑っていいとも!』最終回出演時に読み上げた「表彰状」のように同様の時事ネタを織り交ぜた演説文を披露後、「今後の活動」や「新しい事業」として小ネタを交えつつ紹介していく。
ラストはお祝いや記念として巨大な花火の尺玉に点火し打ち上げを行うとするが、転倒や花火筒が倒れる、あるいは自身が花火筒の中に落ちてしまうなどの事故により、爆発して真っ黒こげになってしまうのがオチとなっている。
登場時の出囃子は東京音頭、2009年以降はオチにて蒲田行進曲が流れるのが恒例になっている。
ほぼほぼ毎回、「今回が最後」「来年はやらない」と言及されているが、ラストでは「また来年!!」と表示されており、コント自体が「恒例企画」の1つになっている。たけし本人も気に入っているらしく、今田耕司の発言では「たけしさんはこのロケの後は必ず打ち上げをやる」という。

## 前史と歴史
昭和時代
たけしは火薬田ドン誕生以前から、「○○田××」という数々のキャラクターを演じている（古くは1984年の『タケちゃんの思わず笑ってしまいましたPart3』牛田モウ、猫田ニャン・犬田ワン等）。
2008年
「さんま・中居の今夜も眠れない」内で、明石家さんまと当時SMAPの中居正広が元AV女優の穂花と話している際中、列島名人中継の「花火名人」として登場した。その際、携帯電話で穂花に悪態をついており、さんまに「穂花ちゃんのお父さんでいらっしゃいますか?」と呼ばれていた。そして花火を行う上での注意点（まず外でやる、打ち上げの筒を覗いちゃいけない、五尺玉にまたがっちゃいけない、六尺玉に入ろうとしない、月まで行こうとしない）をひととおり挙げた後、巨大な火薬玉に火を点け、かなり遠くにある打ち上げの筒に運ぼうとしたところ、派手にコケ、爆発に巻き込まれる、というオチであった。
2009年
さんま、中居、島田紳助のいるスタジオに、「前回のリベンジ」と称して踊りながら登場した。「（2008年は）人生初めての失敗」と語り、巨大な正五尺玉の打ち上げに挑戦しようとした。ブラックボードに「去年の失敗を受けての注意事項」（「花火を持ってウロウロしない」「導火線は長めにしておく」「1回くらいはリハーサルをしておく」）を述べた後、点火して打ち上げ筒に花火を入れたが、その筒が倒れて、転がってくる巨大な花火に追いかけられる結果となった。そして穴に落ち、巨大な爆発に巻き込まれる。スタジオのさんまらが心配していると、駆け付けた救急車に「また来年」という垂れ幕がかかっているというのがオチだった（ただし、2010年は登場していない）。
2011年
「今夜も眠れない」のコーナーではなく、「真夜中の恋の若騒ぎ」のコーナーにおけるナインティナインの矢部浩之の100kmマラソンの中継に合わせて登場した。当時矢部との交際が報じられていた青木裕子を想起させる「青木の父」のたすきをかけ（本人は「青木の父だ!」「火薬田ドンだと思ったら大きな間違いだぞ!」と言っていたが、衣装は完全に同じだった。）、「青木の娘を守る会一同」「お前なんかに娘は渡さん!」「青木家は矢部を許さん!」「娘を返せこの野郎」の文字も映し出された。ここで今回はさんまと初めて会話し、「俺は、孫がやめてくれって言ってるんだよ!」「あんたが三宅ちゃん（三宅恵介）と頼みに来たからこんなことになったんじゃないか、冗談じゃないよ!」とこぼしていた。そして、大砲と一尺玉を用意し、矢部に向けて発砲しようとしたが、途中でコケ、また爆発に巻き込まれた。オチは、走っている矢部の脇でボロボロになり煙を吐きながらもコマネチのポーズを取り、「また来年」の電飾が光っているというものだった。
2012年
さんまに加え、タモリと笑福亭鶴瓶がコーナーに参加する中、「いいともグランプリ」の中継（今回のみ、他の2キャラクターは中継であったが、火薬田ドンは録画。）と称して登場した。今回は名前の入ったヘルメットを被って「爆破イリュージョニスト」を名乗り、「人間大砲でフジテレビ社屋の球体の上に着地する」というパフォーマンスを披露すると宣言し、自ら点火して大砲に入った。そして大砲が発射され、しばらくして大砲の口が下がると黒コゲになった火薬田ドンがプールに落ちる、というオチだった。ちなみにその後、たけしは火薬田ドンの衣装でスタジオに登場し、火薬田ドンのパフォーマンスだけ録画だったことを明かした。
2012年9月28日の『笑っていいとも!』の「テレフォンショッキング」コーナーでは、10月1日のゲストとして火薬田ドンの名前が映像つきで紹介された。火薬田ドンはタモリからの電話に対し、「隣にいる孫がやめてくれって言ってる」と返事をし、その日のゲストだった戸田恵子とも会話をしている。しかし、当日はビートたけしとして出演した。
その週の土曜日である10月6日の『めちゃイケ』のゲストの際は、火薬田ドンのメイクで登場していた。この時ロケが行われた加藤浩次の新居に白い衣装で屋台を引いて登場し、壁に鹿の置物を飾ろうとする、新居でくさやを焙る、壁に北野武監督作品『アウトレイジ ビヨンド』のポスターを打ち付ける、放水を行う、しまいに追い回されて加藤の妻を人質に取る、などやりたい放題やった挙句、「頼むから俺を無事に帰してくれ!」とコメントしていた。
2013年
この年のメイン番組『ほこ×たて』に対抗した企画「ほこ×たけ」の一番手として登場。船の上で三尺玉と筒、ブラックボードを前に、今回のテーマが「女子力」ということにちなんで、自身が思う女子力について、「黙って出産する」「生まれた子供がハーフでもモロゾフの子供と言わない」など、安藤美姫に絡んだニュースのネタをやった後に、番組の成功を祈って三尺玉に点火し、花火を飛ばす。打ち上がったものの花火が船の上に落下し、火花が上がった後に、真っ二つになった船の上で黒コゲになっているのがオチだった。
さらに、番組のグランドフィナーレには「多くの人から打ち上げ花火を依頼された人物」として登場、エンディングテーマとして「SAY YES」がかかる中、見事打ち上げ花火の打ち上げに成功した。
しかし、その後に仕掛け花火を披露する際、先ほどの花火の筒が倒れて引火し、慌ててプールに飛び込んだ。そして蒲田行進曲が流れる中、花火に祝!火薬田ドンDVD発売決定と、自ら宣伝するのがオチとなった。
2014年
2020年東京オリンピックの最終聖火リレーランナー候補リハーサルと称して、お台場特設会場から登場した。SMAPの香取慎吾と共演している。
ブラックボードに「聖火ランナー」の心得として、「ゴーストランナーを走らせない」「城崎温泉や、東京、博多を1日で行ったり、来たりしない」「号泣しながら点火しない」「聖火ランナーを頼まれても簡単に「SAY YES」と言わない」と、佐村河内守、野々村竜太郎元兵庫県議員、ASKAに絡んだネタを披露した。
聖火に点火した際、「おもてなし」と花火で浮かぶ、と豪語して聖火台に点火して見せるが、火がつかないことを訝り中を覗き込んだところ聖火台の中に落ち、さらに聖火台そのものが倒れプールに落っこちてしまった。
2015年
国立競技場問題や大塚家具お家騒動、又吉直樹の『火花』に触れつつ、船上で三尺玉を打ちあげようとするも、船が真っ二つに割れ、そのまま壁を突き破り爆発。煙の中水中に落ちてしまった。
2016年
この回から、「中継」という形をとった録画で実施。芸能界不倫問題が続発しているということで「夫婦間は透明でないといけない」という願いを込めて「人が入れる透明な風鈴型花火玉」を打ち上げることに。順調に打ち上げ筒には入れたものの、飛ぶ事はなく花火筒内で爆発。花火筒が傾きそのままプールへ頭を下にして転げ落ちてしまった。
2017年
この年からFNS27時間テレビがほぼ全編収録という形となり、また「今夜は眠れない」も前年で終了したため、登場しないとされていたが、この年から「さんまのお笑い向上委員会SP」に内包される形で継続した。
たけしから送られてきた動画という形で登場し、浅田真央、日枝久などに触発され引退を決意し、過去の27時間テレビで嫌だったことやタモリと紳助が自身を冷たい目で見ていたこと、SMAP解散の元凶はさんまであること、さらには引退後の余生を紹介後、最後の打ち上げ花火に点火し筒に入れようとするも、途中で転倒して爆発。花火小屋ごと崩れ下敷きになってしまった。
2018年
前年同様「お笑い向上委員会」内で登場。2度に渡り登場し、山根明（元・日本ボクシング連盟会長）や自身の独立騒動に触れつつ、「独立し新たな事業を始める」として「見世物小屋」をオープンし、偉人が残した名品（ただし全てネタと分かるようなものばかり）を披露。後半ではカエルを使った「カエルボルダリング」を披露後、「ボルダリング花火」に挑戦した。苦戦しながら頂上にある穴に一尺玉を入れ点火をするも、服が釘に引っかかって身動きが取れなくなりそのまま花火が爆発、またしても黒焦げになってしまった。
2019年
前年同様「お笑い向上委員会」内で登場したが、今回は生放送で登場した。「離婚に関する注意事項」や足立区 戸籍課 離婚体操普及委員の「財産 トラれもん」による「離婚体操」と自身の離婚騒動について触れ、最後に「みんなをスッキリさせるため」に花火を砲丸投げの要領でやるものの、投げ方が定まらずそのまま花火が爆発。またしても黒焦げになってしまった。
2023年
この年は「明石家さんまのラブメイト10」にて何度かに渡り登場。冒頭では自身の引退理由に触れ、引退のため弟子の火薬田小ドン（劇団ひとり）を連れて登場した。その後水車型着火型花火を弟子に着火させようとするが失敗。最後に五尺玉を着火させるが爆破せず、様子を見に行った弟子が着火台の中に転落、終いには弟子を救出に向かった火薬田も着火台に転落し爆破。その後弟子はクビにされた。
2024年
この年は『今夜も眠れない』の放送がなかったため（さんまの出演は「お笑い向上委員会」のみ）、出演は見送られた。なお、たけしが出演しなかったのは前述の通り2010年以来14年ぶりのこととなった。

## その他の出演番組
- 『ENGEIグランドスラムLIVE』(第12回)フジテレビ、2019年[8]。

## コラボ
- アイドルグループのももいろクローバーZが2019年4月20、21日に富山県黒部市でライブ、ももクロ春の一大事2019 in 黒部市を開催した時にコラボ企画として“ももクロ × 火薬田ドン” Tシャツを販売した。

## DVD
- 『タケちゃんの思わず笑ってしまいました』ポニーキャニオン、2010年。
特典映像として『FNSの日26時間テレビ 2009 超笑顔パレード 爆笑!お台場合宿!!』に登場した模様を収録。
- 『FNS27時間テレビ「ビートたけし中継」presents 火薬田ドン物語（仮）』ポニーキャニオン、2013年。
『FNS27時間テレビ!! みんな笑顔のひょうきん夢列島!!』から『FNS27時間テレビ26』までの「FNS27時間テレビ」シリーズに登場した模様を収録している。